# 卒族
卒族（そつぞく）は、明治時代初期の身分呼称の一つである。

## 概要
江戸時代において藩によっては「同心」、「足軽」などの名称で呼ばれた武家社会の末端にあった人びとであり、士分格（武士身分）を有さない下級の家臣がこれにあたる。明治新政府によって1870年（明治3年）より一律に「卒族」の呼称が開始されたが、2年後に廃された。
廃止にあたっては、それまで身分を世襲していた者は「士族」に、一代限りの家臣は「平民」に編入された。なお、新しい族籍にもとづいて戸籍が作成されたのは1872年（明治5年）のことであり、これは同年の干支を採って「壬申戸籍」と称された。